# جاتای
جاتای (به پرتغالی: Jataí) یک شهرداری در برزیل است که در گوییاس واقع شده‌است. جاتای ۷٫۱۷۴ کیلومتر مربع مساحت و ۱۰۲٬۰۶۵ نفر جمعیت دارد و ۷۰۸ متر بالاتر از سطح دریا واقع شده‌است.